# Беріг

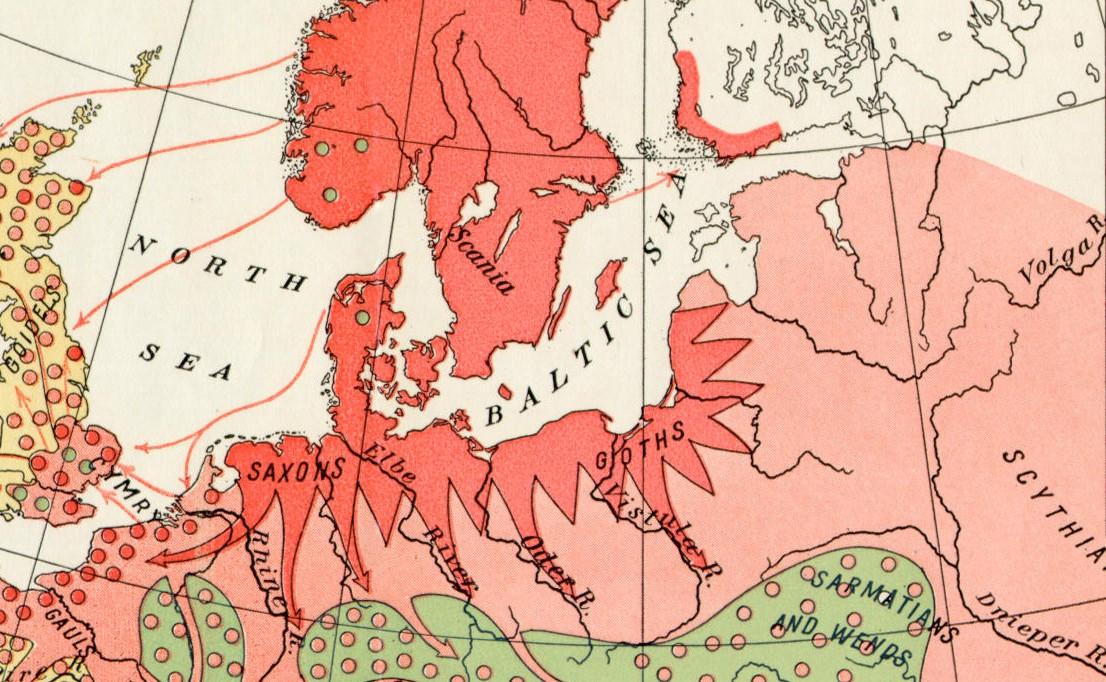
Мапа гіпотетичного розселення германських племен із Скандинавії 1800—100 рр. до н. е. (Madison Grant, The Passing of the Great Race, 1916)

Беріг (Berig) — легендарний вождь готів, іноді його також називають першим відомим королем скандинавського регіону. 
Беріг згадується історіком Йорданом в «Гетиці» 25:
|  | Кажуть, що готи колись емігрували з їх королем Берігом від цього острова Скандза - майстерні, де Бог створив дуже багато людей і племен. Як тільки вони висадилися з кораблів відразу назвали країну - навіть сьогодні, як кажуть, її називають Готікскандза. У тих місцях вже були ульмеруги, які населяли береги моря. На березі готи розбили табір і вигнали ульмеругів зі свого місця проживання. Потім підкорили вандалів, своїх сусідів, і змусили їх до об'єднання через свої перемоги над ними. Та кількість народу зростала, і п'ятий король після Беріга, а саме Філімер, син Гадарікса, ухвалив рішення, щоб йти звідти. |

Ульмеруги ототожнюють з острівними ругами(holmrygas) — жителями острова Рюген.
Йордан повертається до Беріга в «Гетиці» 94.
|  | Три корабля, як кажуть, залишили Скандзу, третій з млявими гепідами пристав до берега іншому місці, в гирлі річки Вісла. |

Йордан пише, що переселення народу Беріга зі Скандзи відбулося 2030 років до того, як Велізарій захопив Равенну (540), тобто 1490 до н. е.
Оскільки Йордан в «Гетиці» використовував усні легенди готів про еміграцію зі Скандинавії, то варто з обережністю сприймати історичність цієї події.
Ім'я Berigs вважається похідним з готського Bairika — «маленький ведмідь».